# Myrmecotypus regianeae
Espèce
Myrmecotypus regianeae est une espèce d'araignées aranéomorphes de la famille des Corinnidae.

## Distribution
Cette espèce est endémique du Brésil. Elle se rencontre au Rio Grande do Sul, en Espírito Santo, au Bahia, au Piauí, au Tocantins et au Pará.

## Description
Le mâle holotype mesure 5,14 mm et la femelle paratype 5,55 mm.
Cette araignée est myrmécomorphe.

## Systématique et taxinomie
Cette espèce a été décrite par Silva-Junior et Bonaldo en 2024.

## Étymologie
Cette espèce est nommée en l'honneur de Regiane Saturnino.

## Publication originale
- Silva-Junior & Bonaldo, 2024 : « A revision of the South American species of the ant-mimicking spider genus Myrmecotypus O. Pickard-Cambridge, 1894 (Araneae: Corinnidae: Castianeirinae). » Zootaxa, no 5555(4), p. 451-496.